# Fiodor Tierientjew
Fiodor Michajłowicz Tierientjew (ros. Фёдор Миха́йлович Тере́нтьев, ur. 4 października 1925  w Padanach, zm. 20 stycznia 1963 w Leningradzie) – rosyjski biegacz narciarski reprezentujący Związek Radziecki, dwukrotny medalista olimpijski i dwukrotny medalista mistrzostw świata. Pierwszy biegacz narciarski spoza Skandynawii, który zdobył medal olimpijski w biegu na dystansie 50 km.

## Kariera
Urodził się w miejscowości Padany (fiń. Paatane) w środkowej Karelii. W 1944 roku został powołany do wojska i wkrótce stał się czołowym narciarzem Armii Czerwonej. Igrzyska olimpijskie w Cortina d’Ampezzo w 1956 roku były pierwszymi i ostatnimi w jego karierze. Wspólnie z Pawłem Kołczinem, Nikołajem Anikinem i Władimirem Kuzinem zdobył złoty medal w sztafecie 4 × 10 km. Ponadto w biegu na 50 km wywalczył brązowy medal, przegrywając jedynie ze zwycięzcą Sixtenem Jernbergiem ze Szwecji oraz drugim na mecie Veikko Hakulinenem z Finlandii. Zajął także szóste miejsce na dystansie 30 km.
W 1954 roku wystartował na mistrzostwach świata w Falun, gdzie wraz z Nikołajem Kozłowem, Aleksiejem Kuzniecowem i Władimirem Kuzinem wywalczył srebrny medal w sztafecie. Zajął także szóste miejsce na dystansie 50 km, a w biegu na 15 km zajął czwarte miejsce, przegrywając walkę o brązowy medal z Augustem Kiuru z Finlandii. Cztery lata później, na mistrzostwach świata w Lahti sztafeta radziecka w składzie: Fiodor Tierientjew, Nikołaj Anikin, Anatolij Szeluchin i Pawieł Kołczin ponownie zdobyła srebrny medal. Indywidualnie zajął szóste miejsce w biegu na 15 km, a na dystansie 50 km stylem klasycznym był dziesiąty. Na kolejnych mistrzostwach świata już nie startował.
Ponadto Tierientjew pięciokrotnie zdobywał tytuł mistrza Związku Radzieckiego: w 1954 roku w biegu na 18 km, 30 km i w sztafecie, w 1960 roku w sztafecie oraz w 1962 roku w biegu na 50 km. W 1957 roku otrzymał Order „Znak Honoru”.
20 stycznia 1963 roku, po wygraniu biegu na 30 km podczas mistrzostw Armii Czerwonej w rejonie Kawgołowa, Tierientjew zasłabł, wkrótce potem, zmarł w drodze do szpitala. Miał wtedy 37 lat.

## Osiągnięcia

### Igrzyska olimpijskie
| Miejsce | Dzień       | Rok  | Miejscowość       | Konkurencja             | Czas biegu | Strata | Zwycięzca        |
| ------- | ----------- | ---- | ----------------- | ----------------------- | ---------- | ------ | ---------------- |
| 6.      | 27 stycznia | 1956 | Cortina d’Ampezzo | 30 km stylem klasycznym | 1:44:06    | +2:37  | Veikko Hakulinen |
| 3.      | 2 lutego    | 1956 | Cortina d’Ampezzo | 50 km stylem klasycznym | 2:50:27    | +3:05  | Sixten Jernberg  |
| 1.      | 4 lutego    | 1956 | Cortina d’Ampezzo | Sztafeta 4 × 10 km      | 2:15:30    | -      | -                |

### Mistrzostwa świata
| Miejsce | Dzień     | Rok  | Miejscowość | Konkurencja             | Czas biegu | Strata  | Zwycięzca        |
| ------- | --------- | ---- | ----------- | ----------------------- | ---------- | ------- | ---------------- |
| 4.      | 17 lutego | 1954 | Falun       | 15 km stylem klasycznym | 55:26      | +0:50   | Veikko Hakulinen |
| 2.      | 20 lutego | 1954 | Falun       | Sztafeta 4 × 10 km      | 2:16:47    | +2:10   | Finlandia        |
| 6.      | 21 lutego | 1954 | Falun       | 50 km stylem klasycznym | 1:50:25    | +4:12   | Władimir Kuzin   |
| 6.      | 4 marca   | 1958 | Lahti       | 15 km stylem klasycznym | 48:58,3    | +55,4   | Veikko Hakulinen |
| 2.      | 6 marca   | 1958 | Lahti       | Sztafeta 4 × 10 km      | 2:18:15,0  | +29,4   | Szwecja          |
| 10.     | 8 marca   | 1958 | Lahti       | 50 km stylem klasycznym | 2:56:21,9  | +8:29,4 | Sixten Jernberg  |